# Northfield (Nova Jersey)
Northfield és una població dels Estats Units a l'estat de Nova Jersey. Segons el cens del 2007 tenia 7.911 habitants.

## Demografia
Segons el cens del 2000, Northfield tenia 7.725 habitants, 2.824 habitatges, i 2.109 famílies. La densitat de població era de 869,6 habitants/km².
Dels 2.824 habitatges en un 35% hi vivien nens de menys de 18 anys, en un 59,6% hi vivien parelles casades, en un 11,3% dones solteres, i en un 25,3% no eren unitats familiars. En el 21,1% dels habitatges hi vivien persones soles el 10,1% de les quals corresponia a persones de 65 anys o més que vivien soles. El nombre mitjà de persones vivint en cada habitatge era de 2,66 i el nombre mitjà de persones que vivien en cada família era de 3,11.
Per edats la població es repartia de la següent manera: un 25,5% tenia menys de 18 anys, un 4,4% entre 18 i 24, un 29,6% entre 25 i 44, un 22,7% de 45 a 60 i un 17,8% 65 anys o més.
L'edat mediana era de 40 anys. Per cada 100 dones de 18 o més anys hi havia 85,6 homes.
La renda mediana per habitatge era de 56.875 $ i la renda mediana per família de 62.896 $. Els homes tenien una renda mediana de 43.227 $ mentre que les dones 30.227 $. La renda per capita de la població era de 25.059 $. Aproximadament el 4,4% de les famílies i el 5,6% de la població estaven per davall del llindar de pobresa.

## Poblacions més properes
El següent diagrama mostra les poblacions més properes.